# Martin Müller (1970)
Martin Müller (nacido el 6 de noviembre de 1970) es un exfutbolista checo que se desempeñaba como defensa.
Jugó para clubes como el Union Cheb, Drnovice, Slavia Praga, Chmel Blšany, Vissel Kobe, Viktoria Pilsen y Příbram.

## Trayectoria

### Clubes
| Club            | País            | Año         |
| --------------- | --------------- | ----------- |
| Union Cheb      | República Checa | 1993 - 1996 |
| Drnovice        | República Checa | 1996 - 2001 |
| Slavia Praga    | República Checa | 2001 - 2004 |
| Chmel Blšany    | República Checa | 2004 - 2006 |
| Vissel Kobe     | Japón           | 2005        |
| Viktoria Pilsen | República Checa | 2006 - 2008 |
| Příbram         | República Checa | 2008 - 2010 |